# Hyperloop

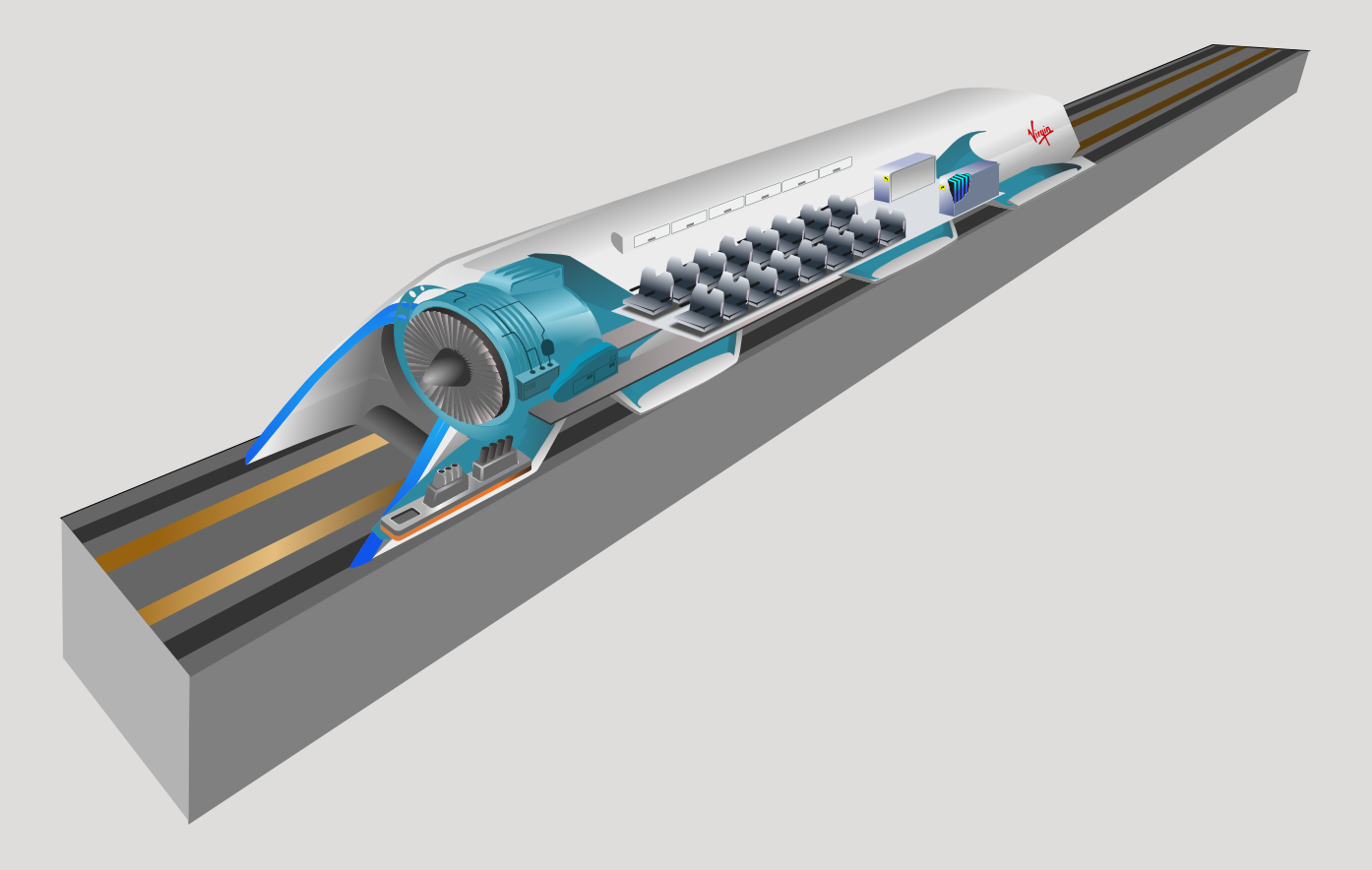
Dibujo conceptual del interior de un Hyperloop.

Hyperloop, cápsula supersónica o cápsula ultrarrápida es un hipotético modo de transporte de pasajeros y/o carga propuesto por Tesla y SpaceX, utilizado para describir un diseño de tren en tubos a baja presión. A partir del tren al vacío de Robert Goddard, un Hyperloop es un tubo o sistema de tubos sellados, a través de los cuales un objeto puede viajar sin resistencia al aire o a la fricción, transportando personas u objetos a alta velocidad, reduciendo drásticamente los tiempos de viajes en distancias de medio alcance.
La versión del concepto de Elon Musk, mencionada públicamente por primera vez en 2012, supuestamente incorporaria tubos de presión reducida en los que las cápsulas presurizadas se desplazan sobre cojinetes neumáticos accionados por motores de inducción lineal y compresores axiales.
El concepto Alpha de Hyperloop se publicó por primera vez en agosto de 2013, proponiendo y examinando una ruta que va desde la región de Los Ángeles hasta el Área de la Bahía de San Francisco, siguiendo aproximadamente la autopista de la Interestatal 5. El génesis de Hyperloop se concibió en 57 páginas. El sistema Hyperloop propulsaría a los pasajeros a lo largo de la ruta de 560 kilómetros a una velocidad de 1.200 km/h, en 35 minutos, que es considerablemente más rápido que los tiempos actuales de viajes en tren o avión. Las estimaciones preliminares de costes para esta ruta sugerida por Los Ángeles - San Francisco fueron incluidas en el libro blanco: 6.000 millones de dólares para una versión solo para pasajeros y 7.500 millones de dólares para una versión de diámetro algo mayor que transporta pasajeros y vehículos, aunque los analistas de transporte tenían dudas de que el sistema pudiera construirse sobre la base de ese presupuesto; algunos analistas afirmaron que el Hyperloop sería de varios miles de millones de dólares más de lo presupuestado, teniendo en cuenta los costes de construcción, desarrollo y operación.
La tecnología de Hyperloop ha sido pensada bajo el concepto de hardware libre por Elon Musk y SpaceX, y han animado a otros a poner sus ideas y  que el desarrollo sea mayor. Con ese fin, se han creado varias empresas, y docenas de equipos interdisciplinarios llevados a cabo por estudiantes que trabajan para avanzar la tecnología. No obstante, algunos expertos son escépticos, diciendo que las propuestas pasan por alto los gastos y los riesgos de desarrollar la tecnología y que la idea es "irrealizable".
La construcción de un prototipo a escala real, con una vía de 8 kilómetros comenzó en 2016. Además, fueron presentadas las maquetas de las cápsulas en una competición de diseño para un corto recorrido de un kilómetro y seiscientos metros, la pista de prueba fue construida en Nevada y las primeras pruebas del modelo a escala se realizaron en mayo de 2016.
Cabe mencionar que hasta la fecha (2024) no existe ninguna referencia que indique que es realmente viable, ya que todas las pruebas se han hecho a escala o en tramos de muy corta distancia, y en ningún caso con vehículos tripulados. Los constantes retrasos que ha tenido el proyecto sugieren que está siendo abandonado. Además The Boring company, empresa de Elon Musk encargada del proyecto, está redirigiendo los esfuerzos que originalmente iban para el Hyperloop, por el proyecto de túneles subterráneos para la circulación de vehículos eléctricos.

## Historia
En Sicilia se realizaron estudios científicos en los años sesenta. Profesor Giovanni Lanzara de la Universidad de Palermo desde 1967, actúa sobre el terreno en Sicilia con una colaboración internacional. Los prototipos de los trenes de alta velocidad se construyeron y probaron en el antiguo aeropuerto militar de Trapani-Milo, que actualmente alberga un centro de investigación y la base "Luigi Broglio" de la Agencia Espacial Italiana. En la Biblioteca Central de la Región de Sicilia en Palermo se conservan los proyectos del Hyperloop, el megatubo-túnel despresurizado por cuyo interior circulan trenes de levitación magnética con un modelo embrionario llamado IAP3.
La idea general de trenes u otro transporte que viaja remotamente por tubos al vacío, tiene más de un siglo, aunque el ferrocarril atmosférico nunca fuera un éxito comercial. El Hyperloop de Elon Musk puede hacer viable económicamente la idea.
Musk primero mencionó en el acto de PandoDaily, que estaba pensando en un concepto para "la quinta modalidad de transporte", llamada Hyperloop, en julio de 2012, en la localidad de Santa Mónica, California. Este concepto de transporte de alta velocidad tendría las siguientes características: inmunidad a las inclemencias del tiempo, libre de colisiones, el doble de velocidad que un avión, bajo en consumo de potencia y acumulación de energía para trabajos durante las veinticuatro horas del día. El nombre Hyperloop fue escogido porque esto entraría en un bucle. Musk prevé que las versiones más avanzadas sean capaces de ir a una velocidad hipersónica. En mayo de 2013, Musk compara el Hyperloop con “una mezcla entre el Concorde, un cañón de riel y el hockey de aire.
Desde finales de 2012 hasta agosto de 2013, un grupo de ingenieros tanto de Tesla Motors como de SpaceX trabajó sobre el modelado conceptual de Hyperloop. Un diseño beta del sistema fue publicado en los blogs de Tesla y SpaceX. Musk también ha invitado a comentar "para ver si la gente puede encontrar modos de mejorarlo”. Hyperloop será un diseño de código abierto. Al día siguiente él anunció un plan para demostrar el proyecto.
En junio de 2015, SpaceX anunció que construiría una pista de prueba de un kilómetro y seiscientos metros al lado de la instalación de SpaceX en Hawthorne. La pista sería usada para probar diseños de cápsulas suministradas por terceros en la competición. La construcción de una pista de prueba de Hyperloop de 8 kilómetros debe comenzar donde el propietario de Hyperloop Transportation Technologies ubicado en Quay Valley en 2016. En noviembre de 2015, con varias empresas comerciales y docenas de equipos de estudiante que persiguen el desarrollo de la tecnología Hyperloop, The Wall Street Journal afirmó que "el Movimiento Hyperloop, como algunos de sus miembros no afiliados, es oficialmente más grande que el hombre que lo comenzó."

### Hyperloop en España
La idea de Hyperloop comienza en España tras el anuncio de Elon Musk en agosto de 2015 de la organización del concurso para desarrollar prototipos. A este concurso se presentan dos equipos españoles: "GAIA" de la Fundación Universidad-Empresa y "Makers UPV" (posteriormente renombrado como Hyperloop UPV) de la Universitat Politècnica de València. En esta competición, el equipo Hyperloop UPV consiguió el premio a "Mejor Diseño de Concepto" y "Mejor Subsistema de Propulsión/Compresión" en enero de 2016. Posteriormente, el equipo Hyperloop UPV pasó a participar en las competiciones de fabricación de prototipos de Elon Musk, desarrollando el primer prototipo Hyperloop de España, el Atlantic II en agosto de 2017, que fue presentado en Los Ángeles, California y fue realizado en colaboración con la Universidad de Purdue. En noviembre de 2017 el primer tubo de pruebas de Hyperloop en España es inaugurado en la Universitat Politècnica de València para hacer pruebas en estático. En julio de 2018, el equipo Hyperloop UPV desvela su segundo prototipo español, el "Valentía" en Los Ángeles.  El equipo universitario sigue participando en las competiciones que se suceden año tras año. También en 2016 el Departamento de Transportes de la Universidad Politécnica de Madrid publicó un informe en el que comparaba el sistema de transporte Hyperloop con otros métodos de transporte como el tren de Alta Velocidad Española (AVE) o los coches.
En paralelo a los equipos universitarios españoles, los fundadores del equipo Hyperloop UPV crean en noviembre de 2016 Zeleros, una empresa privada con el objetivo de llevar a cabo su propio sistema de Hyperloop a nivel comercial. La empresa consigue el apoyo de la iniciativa europea contra el cambio climático EIT ClimateKIC. Posteriormente, a partir de 2017, consigue inversión de Plug and play, fondo de Silicon Valley,  y de Angels Capital, fondo del empresario valenciano Juan Roig. Zeleros planea para 2019 la primera pista de pruebas en España a escala media, situada en Parc Sagunt (Valencia), con una extensión de 2 kilómetros, en la que realizará las primeras pruebas dinámicas de su sistema de transporte y propone la creación una pista de pruebas de escala real en España que pueda ser utilizada por las diferentes empresas europeas con fines de testeo, pruebas de seguridad e interoperabilidad, que sirvan para crear un estándar común y evite problemas pasados como los del ferrocarril y sus diferentes anchos de vía . El Ministerio de Ciencia se reunió con la empresa para definir los próximos pasos en este sentido.

Prototipos de vehículo y tubería desarrollados por Hyperloop UPV:
| Nombre          | Año  | Especificaciones |
| --------------- | ---- | --- |
| Makers UPV      | 2016 | Galardonado con los premios al Mejor Diseño de Concepto y al Mejor Sistema de Propulsión en el concurso de diseño Hyperloop Design Weekend en Texas A&M. |
| The Atlantic II | 2017 | Primer prototipo de vehículo Hyperloop desarrollado por Hyperloop UPV en cooperación con la Universidad de Purdue. Clasificado entre los 10 mejores del mundo en la competición Hyperloop Pod Competition de Telsa/SpaceX Elon Musk en Los Ángeles, California, EE. UU. |
| Hyper-Tube      | 2017 | La primera infraestructura de pista de prueba de tubo de la universidad, cámara de vacío de 12 metros que utiliza paneles solares flexibles para activar el sistema de presurización y probar los vehículos Hyperloop en el interior. |
| Valentia        | 2018 | El segundo prototipo de vehículo Hyperloop de Hyperloop UPV. Premio a la innovación en la competición de Elon Musk en Los Ángeles, California, EE. UU. |
| Turian          | 2019 | El tercer prototipo de vehículo Hyperloop de Hyperloop UPV. Participó en la competencia SpaceX Hyperloop Pod de Elon Musk en Los Ángeles, California, EE. UU. Clasificado entre los 10 mejores del mundo. |
| Ignis           | 2021 | El cuarto prototipo de vehículo Hyperloop de Hyperloop UPV. Después de que Elon Musk cancelara la competición en EE. UU., este vehículo participó en la primera Semana Europea de Hyperloop (European Hyperloop Week) siendo galardonada. |
| Auran           | 2022 | El quinto vehículo Hyperloop de Hyperloop UPV. Participó en la segunda Semana Europea de Hyperloop en Holanda. Primero en el mundo en integrar suspensión electromagnética y motor lineal embarcado. |
| Hyper-Tube II   | 2022 | Segunda infraestructura de tubo de Hyperloop (20 metros longitud, 0,86cm diámetro) presentado por Hyperloop UPV, primer tubo de pruebas creado por un equipo para una competición de Hyperloop. |
| Kénos           | 2023 | El sexto vehículo Hyperloop de Hyperloop UPV. Participa en la tercera Semana Europea de Hyperloop en Escocia. Integra suspensión electromagnética y motor lineal embarcado optimizado. |
| Hyper-Tube III  | 2023 | Tercera infraestructura de tubo de Hyperloop (30 metros longitud, 0,86cm diámetro) presentado por Hyperloop UPV, sistema de presurización incluido. |
| Vesper          | 2024 | El séptimo vehículo Hyperloop de Hyperloop UPV. Participa en la cuarta Semana Europea de Hyperloop en Zúrich, Suiza. Integra suspensión electromagnética híbrida y motor lineal embarcados, así como interfaz para ser acelerado con el motor lineal en pista (también llamado "booster"). El vehículo consiguió el premio principal de la competición "Complete Pod Award". |

### Hyperloop en Europa (UE)

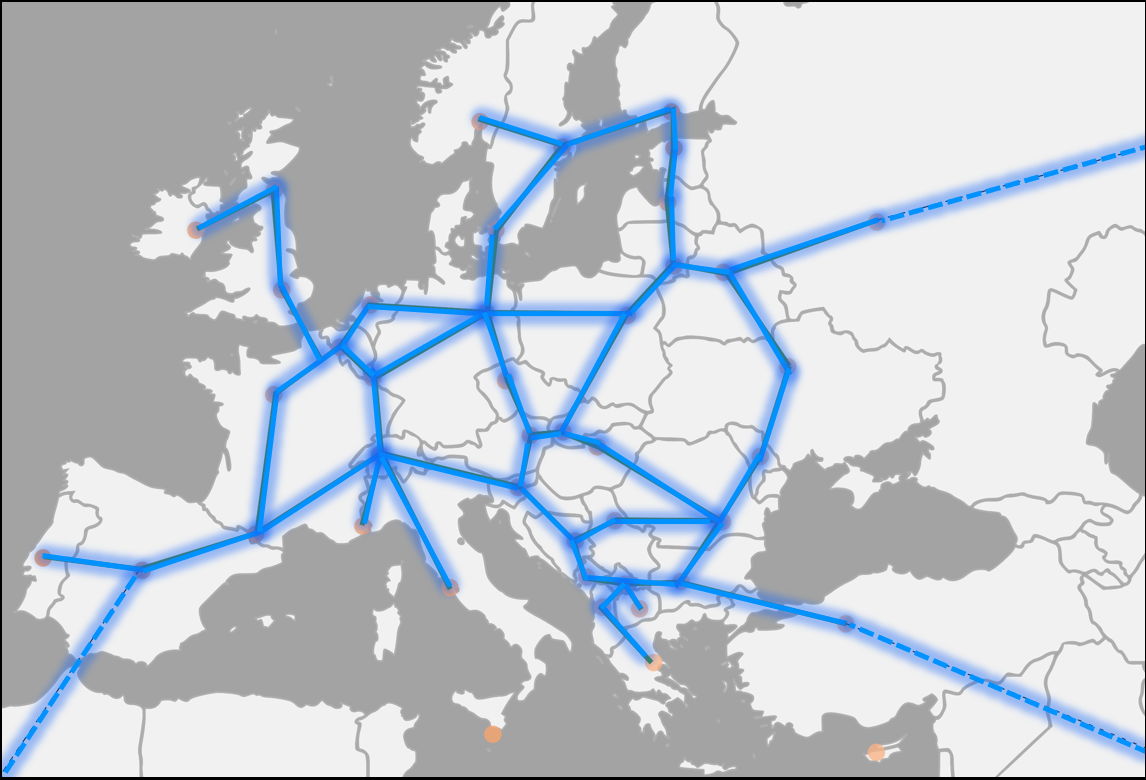
Mapa de Europa con posibles rutas del Hyperloop

El tejido de empresarial del Hyperloop y el contexto económico que lo rodea cada vez es mayor, se considera que el mercado del Hyperloop no va a hacer más que crecer. En 2022 se espera que crezca hasta los 1.350 Millones de dólares y alcanzará la cifra de 5.720 Millones en 2026 según se ha visto publicado en varios artículos sobre el estudio del mercado potencial del Hyperloop. La Unión Europea es cada vez más que consciente de que el mercado de este medio de transporte revolucionario está aumentando veloz y constantemente, es por ello que ya llevan tiempo reuniéndose con los principales actores que están desarrollando esta tecnología, como son Transpod (originaria de Canadá, pero con oficinas en Italia y Francia), Hyper Poland (Polonia) , Zeleros (España) y Hardt (Holanda). De esta manera, en 2018, las empresas europeas y la franco-canadiense se unieron para crear un consorcio internacional abierto a la industria, a los gobiernos y a los organismos reguladores para, a modo de debate, ir aclarando poco a poco los conceptos que rodeaban al Hyperloop y a su tecnología. Después de varias reuniones donde tanto las empresas como diversos organismos compartían conocimientos y tecnicismos sobre el tema, se consideró que la tecnología era viable y suficientemente segura para su uso, y que virtudes que poseía tenían que utilizarse para mejorar el transporte europeo.
El mayor hito alcanzado hasta el momento en el ámbito de la normativa y la regulación de la UE es la aprobación por parte de todos los países europeos para la creación de un comité técnico conjunto (JTC 20). Este comité ha sido impulsado principalmente por la Asociación Española de Normalización (UNE) , junto con el organismo de regulación de los Países Bajos (NEN).
La creación de este comité (CEN-CENELEC/JTC 20) ayuda a que la regulación y la normativa de la interoperabilidad en Europa se acerque a los estándares del continente. Dos de los organismos que han hecho esto posible son las instituciones con más experiencia en la estandarización y regulación en el transporte en la Unión Europea, CEN y CENELEC, además serán los encargados de crear esta nueva estandarización para permitir la interoperabilidad del Hyperloop en toda Europa. Esta adecuación de la tecnología con la normativa permitirá que lo que por ahora es una idea, esté un paso más cerca de convertirse en una realidad, y, que en un futuro, exista una red de Hyperloop completamente operable y funcional en Europa.
El director del Laboratorio de Interoperabilidad Ferroviaria del CEDEX, Jorge Iglesias, ha sido nombrado Presidente del Comité Técnico de Normalización 326 (CTN 326) encargado de la normalización y estandarización de la tecnología del Hyperloop. El mencionado CTN 326 ha sido creado por la Asociación Española de Normalización (UNE) como grupo homólogo español del Comité Europeo, Joint Technical Committee 20 (JTC 20) instituido por la Asociación Europea de Normalización (CEN-CENELEC) y en el que participan todas las Asociaciones de Normalización Europeas. El anterior Director del LIF, Jaime Tamarit, quien desarrolló la práctica totalidad de su carrera profesional en el CEDEX, es quien preside (chairman) el grupo europeo TJC20 de CEN-CENELEC. Su experiencia en sistemas lineales de tracción y en el sistema ferroviario europeo y su reputación han sido claves en su designación. En los próximos años, ambos grupos trabajarán en la estandarización de las diferentes tecnologías de Hyperloop que se están desarrollando en la actualidad.
En octubre de 2022, la comisión europea adoptó la creación de una regulación hyperloop en su programa de trabajo 2023: "La Comisión también propondrá un espacio europeo común de datos sobre movilidad para impulsar la digitalización del sector de la movilidad, mientras que un marco regulatorio de la UE para hyperloop nos ayudará a prepararnos para las soluciones de movilidad emergentes". En febrero de 2023, las empresas de hyperloop norteamericanas y europeas crean The Hyperloop Association, asociación con sede en Bruselas, con el objetivo de estimular el desarrollo y el crecimiento de este nuevo mercado de transporte emergente, participar y apoyar a los institutos en la colaboración con el gobierno y las agencias reguladoras en la formulación de políticas de transporte, actuando como una entidad unida que representa a la industria del hyperloop.

## La teoría y el funcionamiento

La impresión de un artista de una cápsula de Hyperloop: El compresor de aire sobre el frente, el compartimento de pasajeros al medio, el compartimento de las pilas en la espalda, y el echador de aire esquía en el inferior.

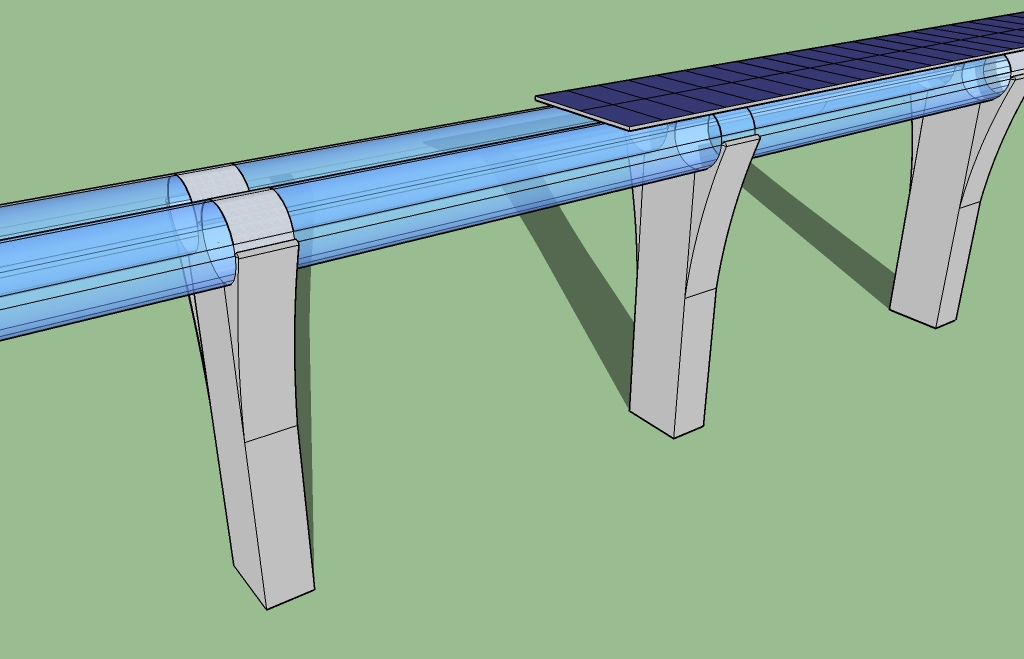
Un boceto en 3D de la infraestructura de Hyperloop. Los tubos de acero se muestran transparentes en esta imagen.

Históricamente han sido obstaculizados los avances en los trenes de alta velocidad, debido a la dificultad de manejar la fricción y a la resistencia del aire, que aumenta considerablemente cuando se incremente la velocidad. El concepto teóricamente de tren del tubo en vacío elimina estos obstáculos empleando la levitación magnética en los trenes, eliminando el aire parcial o totalmente en los tubos, permitiendo velocidades de miles de kilómetros por hora. Sin embargo, el alto costo del tren de levitación magnética y la dificultad de mantener el vacío en grandes distancias siempre ha impedido que se construya este tipo de sistema. El Hyperloop se asemeja a un sistema de tren de tubo en vacío, pero funciona aproximadamente a cien pascales de presión.

### Concepto de diseño inicial
El concepto Hyperloop está diseñado para funcionar enviando cápsulas o vainas, por tubos continuos de acero, conservando un vacío parcial. Cada cápsula flota sobre una capa de aire entre 0,5 y 1,3 milímetros, por medio de un elevador de aire o “esquís” que proporciona la presión, similares a como son suspendidos los discos en una mesa de hockey de aire, así se evita el empleo de levitación magnética, teniendo en cuenta que las ruedas no pueden sostenerse a altas velocidades. Los motores lineales de inducción localizados a lo largo del tubo, acelerarían y desacelerarían la cápsula, a la velocidad apropiada para cada sección de la ruta del tubo. Con la resistencia a la rodadura eliminada y la resistencia de aire enormemente reducida, las cápsulas pueden deslizarse en la mayor parte del viaje. En el concepto Hyperloop, tendría una entrada de aire, por medio de un ventilador eléctrico y un compresor de aire, colocados en la parte delantera de la cápsula “transfiriendo la presión del aire desde la cabeza a la cola del tren”, resolviendo el problema de diseño, debido la presión atmosférica, delante del vehículo, y por tanto de frenado. Una fracción del aire es desviada a los esquís para una presión adicional, aumentando pasivamente la propulsión gracias a su forma.
El concepto en su versión alfa, las cápsulas de pasajeros deben tener un diámetro de dos metros y veintitrés centímetros y se proyecta alcanzar una velocidad máxima de mil doscientos veinte kilómetros por hora para mantener la eficiencia aerodinámica; el diseño propuesto para los pasajeros, experimenta una aceleración máxima de 0,5 g, unas dos o tres veces más que un avión comercial en su despegue o aterrizaje. En estas velocidades no habría una explosión sónica.

### Rutas propuestas
Se han propuesto un número de rutas para los sistemas Hyperloop que encuentran las condiciones de distancia aproximadas para las cuales hipotéticamente un Hyperloop mejoraría el tiempo en el transporte.
La ruta sugerida en el documento de diseño en su versión alfa de 2013 partía del Área Metropolitana de Los Ángeles hasta el Área de la Bahía de San Francisco. Aquel sistema conceptual comenzaría alrededor de Sylmar, justo al sur del Puerto del Tejón, al norte de la Interestatal 5, y pasaría cerca de Hayward al este de la Bahía de San Francisco. También mostraron varias ramas propuestas en el documento de diseño, incluyendo Sacramento, Anaheim, San Diego, y Las Vegas.
En enero de 2016, han propuesto rutas europeas. Delft Hyperloop propuso una ruta de París a Ámsterdam. Un grupo de la Universidad Tecnológica de Varsovia evalúa posibles rutas de Cracovia a Gdansk a través de Polonia propuesta por Hyper Poland. En julio de 2016, está en curso la planificación de una ruta desde Helsinki a Estocolmo, a través de un túnel que cruza el Mar Báltico.
Hyperloop Transportation Technologies (HyperloopTT) es un grupo que ha estado explorando otras rutas desde Los Ángeles a San Francisco. Otra empresa, Hyperloop One (anteriormente llamada Hyperloop Technologies), ha propuesto una ruta desde Los Ángeles a Las Vegas.
TransPod explora, como posibilidad, una ruta Hyperloop para unir las ciudades de Toronto y Montreal. Las dos ciudades, son las más grandes de Canadá, unidas actualmente por la Highway 401, la carretera más congestionada de Norteamérica.
Los observadores y analistas han comenzado a intervenir sobre algunas de estas rutas potenciales. Para la ruta sugerida en el diseño alfa, los observadores han notado que una vez terminada la construcción de la ruta Hyperloop, causaría unos significativos costes económicos en las dos franjas de las áreas metropolitanas de Los Ángeles y de San Francisco, esto requeriría que los pasajeros de las comunidades más lejanas de Sylmar y Hayward, tendrían que desplazarse en otro medio de transporte hasta el Centro de Los Ángeles y San Francisco, para alcanzar su destino final. Esto considerablemente alargaría el tiempo total de los destinos de esos viajes.
Un problema similar ya afecta en el presente al viaje en avión, donde sobre rutas cortas (como Los Ángeles - San Francisco) el tiempo de vuelo es solo una pequeña parte del tiempo del punto de partida al punto de final de viaje. Los críticos han argumentado que esto reducirá considerablemente el presupuesto propuesto y/o el ahorro de tiempo por parte de Hyperloop, comparado con el proyecto de Tren de Alta Velocidad de California, que atenderá tanto la estación del centro de San Francisco como la estación del centro de Los Ángeles. Los pasajeros que viajan de centro financiero a centro financiero, como se estima, ganan aproximadamente dos horas tomando Hyperloop en vez de conducir por carretera.
Otros se preguntaron por las estimaciones del coste para la ruta sugerida en California. Algunos ingenieros de transporte argumentaron en 2013 que ellos encontraron las estimaciones de costos de diseño de nivel alfa poco realistas, debido a que la tecnología no ha sido probada a escala. La tecnológica y el estudio de viabilidad de la idea no está probada y es un argumento significativo de debate.
HyperloopTT firmó un acuerdo con el gobierno de Eslovaquia en marzo de 2016 para realizar estudios de impacto, con conexiones potenciales entre Bratislava, Viena y Budapest.
Desde mayo de 2016, la empresa estatal Ferrocarriles Rusos ha estado trabajando junto a la empresa privada americana Hyperloop One para planificar una ruta que una las ciudades de Moscú y San Petersburgo, principalmente para transportes de mercancías.
Una oferta de carreteras de Dubái y la agencia de transporte para un sistema elevado Hyperlink se está evaluando, para unir las ciudades y los puertos de la región.

### Evolución del diseño en código abierto
En septiembre de 2013, Ansys Corporation controló simulaciones de dinámica de fluidos computacionales, para modelar la aerodinámica de la cápsula y las fuerzas de tensión de corte, a las cuales estarían sujetas la cápsula. La simulación mostró, que el diseño de cápsula tendría que estar considerablemente reformado, para evitar crear una corriente de aire supersónica, y que el hueco entre la pared del tubo y la cápsula tendría que ser más grande. El empleado de Ansys, Sandeep Sovani, dijo que la simulación mostró que Hyperloop tiene grandes desafíos, pero él está convencido de que son factibles.
En octubre de 2013, el equipo de desarrollo de la estructura de software OpenMDAO liberó un modelo inacabado, un concepto de código abierto de las partes del sistema de propulsión Hyperloop. El equipo afirmó, que el modelo conceptual es viable, aunque el tubo tuviera que ser de 4 metros de diámetro, considerablemente más grande que lo proyectado inicialmente. Sin embargo, el modelo del equipo no es un modelo real del sistema de propulsión, como esto no representó una gran variedad de factores tecnológicos requeridos para construir físicamente Hyperloop basado en el concepto de Musk, y en particular no tenía ningún componente con un valor de peso importante.
En noviembre de 2013, MathWorks analizó la oferta de la ruta sugerida y concluyó que la ruta era en su mayor parte factible. El análisis se enfocó, en la aceleración que experimentarían los pasajeros y las desviaciones necesarias de las carreteras públicas, para conservar razonablemente las aceleraciones; destacando que continuar con la trayectoria de la I-580 al este de San Francisco en las velocidades planificadas, no era posible, sin la desviación significativa de las áreas densamente pobladas.
En enero de 2015, un papel basado en la NASA del modelo fuente abierta OpenMDAO, reiteró la necesidad de un tubo de diámetro más grande y reducir la velocidad de crucero, dejándola más cerca a Mach 0.85. Esto recomendó quitar los intercambiadores de calor de a bordo basados en modelos térmicos de las interacciones entre el ciclo del compresor, el tubo, y el entorno ambiental. El ciclo de compresión solo contribuiría el 5 % del calor añadido al tubo, con el 95 % del calor atribuido a la radiación y a la convección dentro del tubo. El peso y la cantidad de penalización de los transformadores de calor de a bordo no valdrían para contrarrestar la pequeña ventaja que aportan, y a pesar de toda la temperatura fija en el tubo solo alcanzaría los 17-22 °C por encima de la temperatura ambiental.
Según Musk, varios aspectos de Hyperloop tienen aplicaciones tecnológicas a otros intereses de Musk, incluyendo el transporte a la superficie de Marte y el motor a reacción propulsado por electricidad.

### Marte
Según Musk, Hyperloop sería útil en Marte, ya que no se necesitarían tubos porque la atmósfera de Marte es aproximadamente el 1 % de la densidad de la terrestre. Para que el concepto Hyperloop funcione en la Tierra, se requieren tubos de baja presión para reducir la resistencia del aire. Sin embargo, si se construyera en Marte, la menor resistencia del aire permitiría crear un Hyperloop sin tubos, solo una pista.

## Consorcios activos
En la actualidad los grandes consorcios desarrollando el concepto de hyperloop son los estadounidenses Hyperloop Transportation Technologies (HTT), Virgin Hyperloop One (VH1), el canadiense TransPod, el neerlandés Hardt, el polaco Hyper Poland y el español Zeleros.

### Hyperloop One
Hyperloop One fue construido en 2014 y ha incluido un equipo de 200 ingenieros, técnicos, soldadores y maquinistas para construir el primer sistema comercial Hyperloop del mundo. Ha recaudado más de 160 millones de dólares de fondos de capitales de inversores como Dubai Ports World, Sherpa Capital, Formation 8, 137 Ventures, Caspian Venture Capital, Fast Digital, GE Ventures y SNCF.
El presidente ejecutivo de Hyperloop One, Shervin Pishevar, un capitalista de riesgo con fuertes conexiones con Elon Musk, es uno de los dos cofundadores, junto con Josh Giegel, ingeniero principal de SpaceX de Musk. A pesar de que Elon Musk no tiene asociación comercial con Hyperloop One, hay muchas otras conexiones con Musk en toda la compañía. David Sacks está en la junta directiva y trabajó bajo Musk en PayPal.
El 11 de mayo de 2016, Hyperloop One realizó el primer ensayo en vivo de la tecnología Hyperloop, demostrando que su motor eléctrico lineal personalizado podría propulsar un trineo de 0 a 110 millas por hora (aproximadamente 177 kilómetros por hora) en poco más de un segundo.
En julio de 2016, Hyperloop One lanzó un estudio preliminar que sugirió que sería viable una conexión Hyperloop entre Helsinki y Estocolmo, reduciendo el tiempo de viaje entre las ciudades a media hora. Los costes de construcción se estimaban en unos 19 000 millones de euros.
En noviembre de 2016, Hyperloop One reveló que estableció una relación de trabajo de alto nivel con los gobiernos de Finlandia y los Países Bajos para estudiar la viabilidad de construir centros de operaciones para realizar pruebas Hyperloop en esos países. Hyperloop One también tiene un estudio de factibilidad en marcha con la Autoridad de Carreteras y Transporte de Dubái para sistemas de pasajeros en los Emiratos Árabes Unidos. Otros estudios de factibilidad están en curso en Rusia, Los Ángeles y Suiza.
El 29 de julio de 2017, Hyperloop realizó un segundo ensayo de su tren de alta velocidad Hyperloop One XP-1 y dijo estar lista para iniciar la fase de comercialización, previendo inaugurar su primer servicio en 2021. Este tren, de levitación magnética, alcanzó, en la segunda prueba, una velocidad de 310 km/h pero los ingenieros estiman posible superar los 1000 km/h en poco tiempo.
El 8 de agosto de 2018, se anunció que Adif y Virgin llevarían el ‘Hyperloop’ a España. En concreto, a la provincia de Málaga, instalando un centro de investigación con una inversión de 430 millones de euros. Sin embargo, a finales de 2020 Adif decidió liquidar las instalaciones en donde se realizaría el proyecto, debido a las pérdidas generadas por su mantenimiento.

### Hyperloop Transportation Technologies
Hyperloop Transportation Technologies (HyperloopTT) es un grupo de 800 ingenieros a tiempo parcial, en cinco continentes, que colaboran a través de teleconferencias semanales. En lugar de ser pagados directamente, los miembros trabajan a cambio de una opción financiera. La compañía está proyectando la finalización de un estudio de factibilidad técnica en 2015, pero han dicho que está lejos de que Hyperloop opere comercialmente, por lo menos a diez años vista.
HyperloopTT anunció en mayo de 2015, que se había llegado un acuerdo con los propietarios del terreno, para construir una pista de prueba de 8 kilómetros, a lo largo de un tramo de la carretera, cerca de la Interestatal 5, entre Los Ángeles y San Francisco. Más tarde, en 2015, HyperloopTT anunció asociaciones con Oerlikon Leybold Vacuum y AECOM para ayudar en el desarrollo y construcción de la pista de prueba, ubicada en la comunidad planificada de Quay Valley, a partir de noviembre de 2015 y se estimaba que tardaría 32 meses en completarse, con un coste de 150 millones de dólares. Las cápsulas de pasajeros acelerarían a 260 kilómetros por hora, mientras que las cápsulas vacías se probarán a 1.220 kilómetros por hora, HyperloopTT afirmó a principios de 2016 que comenzaría la construcción a lo largo del año, pero aún no ha presentado su proyecto ambiental y ni ha dado una nueva fecha para comenzar la construcción.
Hyperloop Transportation Technologies fue fundado en 2013 por Bibop Gresta y su actual presidente, Dirk Ahlborn. El español Andrés de León es el CEO.

### TransPod
TransPod en 2016 introdujo un nuevo diseño del prototipo de la cápsula como vehículo en la prueba de campo. En marzo de 2016, TransPod anunció que presentará un concepto de diseño a gran escala en el InnoTrans Rail Show de Berlín en septiembre de 2016.
El vehículo está siendo diseñado para alcanzar velocidades superiores a 1000 kilómetros por hora, basadas en un control remoto, con una infraestructura capaz de ser alimentada por energía solar. TransPod ha anunciado un plan para producir un vehículo comercial para el año 2020 y trabajar con agencias reguladoras para la aprobación de sus primeras líneas Hyperloop entre 2020-25. El corredor Montreal - Toronto es una de las líneas bajo consideración por TransPod, ya que tiene su sede en Toronto. Está colaborando con empresas aeroespaciales, investigadores universitarios y una firma de arquitectura en Europa.

### Zeleros
Zeleros fue fundada en Valencia (España) en noviembre de 2016 por Daniel Orient (CTO), David Pistoni (CEO) y Juan Vicén (CMO), precursores del equipo Hyperloop UPV de la Universitat Politècnica de València. El equipo fue galardonado con el "Mejor Diseño de Concepto" y "Mejor subsistema de Propulsión/Compresión" por SpaceX en la competición Hyperloop Design Weekend. Tras construir el primer prototipo de Hyperloop español con el apoyo de la Universidad de Purdue, y de construir un primer espacio de pruebas con un tubo de 12 metros en España en la universidad, la compañía obtuvo en noviembre de 2017 el premio internacional de la Fundación Everis y tiene por objetivo desarrollar nuevas tecnologías para un transporte más sostenible y eficiente. La empresa cuenta con el apoyo de la aceleradora de Silicon Valley PlugandPlay, su socio Alberto Gutiérrez (socio de Plug and Play España y fundador de Aquaservice) y Angels Capital, el fondo de inversión del empresario valenciano Juan Roig (presidente de Mercadona). En junio de 2018 la empresa firma acuerdo con las empresas de Hyperloop europeas (HyperPoland, Hardt) y canadienses (TransPod) para colaborar con la Unión Europea y otras instituciones internacionales en la definición de estándares para asegurar la interoperabilidad y seguridad del sistema Hyperloop. En agosto de 2018, Zeleros mantiene reuniones con Pedro Duque y el Ministerio de Ciencia para el apoyo a esta iniciativa a nivel europeo y el presidente del Gobierno, Pedro Sánchez, valoró de forma positiva la iniciativa.  En septiembre de 2018, la empresa anunció la construcción de una pista de pruebas de 2 kilómetros para hacer ensayos dinámicos del sistema, que estará situada en Parc Sagunt (Valencia) en 2019 con el apoyo del Ayuntamiento de Sagunto y la Generalidad Valenciana. En noviembre de 2018 consiguió el premio internacional en el congreso de transporte IRU World Congress en Mascate (Omán). La empresa cuenta con un equipo de ingenieros, doctores y ejecutivos de negocio de distintas especialidades desarrollando las diferentes tecnologías que conforman el sistema y subsistemas de hyperloop. En junio de 2020 entra en el accionariado la cotizada Redeia y Capgemini (anteriormente Altran) y en julio de 2021 Acciona, EIT InnoEnergy y el fabricante de material rodante CAF. Desde octubre de 2021, su vehículo hyperloop formó parte del Pabellón de España Exposición Universal de Dubái en 2021 y fue visitado por el presidente del Gobierno y altos cargos internacionales como su alteza el emir de Dubai Mohammed bin Rashid Al Maktoum o el príncipe heredero Hamdan bin Mohammed Al Maktoum. En julio de 2022 la empresa emplea alrededor de 60 personas y comienza la construcción en el Puerto de Sagunto de una pista piloto (HyperTrack Sagunto) para demostrar su tecnología de motor lineal, demostrando sus capacidades propulsivas con un vehículo portando un contenedor de mercancías de 1000kg a 50km/h y 0,5g de aceleración en noviembre de 2023. En septiembre de 2022, la empresa demostró su sistema de frenado magnético a 500km/h en colaboración con la empresa siderúrgica Arcelor Mittal y en noviembre de 2023 su sistema propulsivo embarcado, desarrollado junto a Ziur, Hesstec, ITE y la Universitat Politècnica de València.  La empresa también ha comenzado proyectos de vehículos eléctricos gracias a sus conocimientos de propulsión embarcada y baterías, así como en el ámbito de la logística automatizada para ofrecer soluciones a los puertos.

### T-Flight
T-Flight es un proyecto de CASIC en Pekín (China) anunciado en agosto de 2017. En agosto de 2021 se comienza la creación de una pista de ensayos en Datong (Shaanxi)y en abril de 2023 se anunciaron los primeros tests exitosos sin compartir datos de velocidad o tamaño.

## Competición de la cápsula Hyperloop
Una serie de equipos de estudiantes y no estudiantes participaron en una competencia de cápsulas Hyperloop en 2015-16, y al menos 22 de ellos construirán hardware para competir en una pista de pruebas patrocinada por Hyperloop a mediados de 2016.
En junio de 2015, SpaceX anunció que patrocinaría un concurso de diseño de la cápsula Hyperloop y construiría una pista de prueba a una subescala de 1,6 km de longitud cerca de la sede de SpaceX en Hawthorne, California para el evento competitivo en 2016. SpaceX declaró en su anuncio, "Ni SpaceX ni Elon Musk está afiliados a ninguna compañía de Hyperloop. Aunque no estamos desarrollando un Hyperloop comercial nosotros mismos, estamos interesados en ayudar a acelerar el desarrollo de un prototipo funcional de Hyperloop".
Más de 700 equipos habían presentado solicitudes preliminares para julio, y las reglas detalladas de la competencia fueron publicadas en agosto. Las intenciones de competir fueron enviadas en septiembre de 2015 con un tubo más detallado y especificaciones técnicas lanzadas por SpaceX en octubre. En noviembre de 2015 se llevó a cabo una reunión preliminar de diseño en la que se seleccionaron más de 120 equipos de ingeniería estudiantil para presentar paquetes de diseño final que debían presentarse antes del 13 de enero de 2016.
El Design Weekend se llevó a cabo en la Universidad de Texas A&M del 29 al 30 de enero de 2016, para todos los participantes invitados. En la competición había tres categorías principales: Diseño (realización de diseños escala real para el sistema comercial) y Diseño y Construcción (diseños para la fabricación de prototipos a pequeña escala para la pista de pruebas) y Subsistemas. En la categoría de Construcción los ingenieros del Instituto Tecnológico de Massachusetts fueron nombrados los ganadores, seguidos de la Universidad Técnica de Delft de los Países Bajos, seguidos por la Universidad de Wisconsin-Madison, Instituto Politécnico y Universidad Estatal de Virginia y la Universidad de California en Irvine. Mientras que el equipo del MIT tomó mejor en general, la Universidad de Delft ganó el Pod Innovation Award. 22 equipos serán invitados a construir hardware y competir en pruebas de tiempo más tarde en 2016 en Hawthorne, California. En la competición de Diseño, los estudiantes diseñaban conceptos del sistema comercial de Hyperloop a escala real. En esta categoría, el premio principal se lo llevó el equipo español Hyperloop UPV, de la Universitat Politècnica de València, seguido de la Universidad de El Cairo y la Universidad de Auburn.
El 21 de junio de 2022 el equipo de Hyperloop UPV presentó Auran, el primer vehículo capaz de levitar. Lo logra al ser atraído de forma magnética al techo y las paredes mediante imanes. Al eliminar por completo el rozamiento con el suelo, se convierte también en el vehículo más veloz de Hyperloop UPV. Este vehículo será utilizado para competir en la European Hyperloop Week, que se celebrará del 18 al 24 de julio en la Universidad de Delft (Países Bajos).

## Críticas y consideraciones del factor humano
Algunos críticos de Hyperloop se enfocan en la experiencia -posiblemente desagradable y aterradora- de montar en una cápsula estrecha, sellada y sin ventanas dentro de un túnel de acero sellado, que está sujeta a significativas fuerzas de aceleración; altos niveles de ruido debido al aire comprimido y conducido alrededor de la cápsula a velocidades casi sónicas; y la vibración y empujones. Incluso si el tubo es inicialmente liso, el terreno puede desplazarse debido a la actividad sísmica. A velocidades cercanas a los 270 metros por segundo, las desviaciones de 1 milímetro de una trayectoria recta añadirían considerables zarandeos y vibraciones, sin provisiones para que los pasajeros se paren, se muevan dentro de la cápsula, usen un baño durante el viaje, u obtener asistencia o alivio en caso de enfermedad o mareo por movimiento. Esto se suma a las preguntas prácticas y logísticas sobre cómo tratar mejor el mal funcionamiento del equipo, los accidentes y las evacuaciones de emergencia.
El profesor John Hansman ha citado problemas, como la manera en que se compensaría una ligera desalineación en el tubo y la posible interacción entre el cojín de aire y el aire de baja presión. También se preguntaba qué pasaría si la electricidad se apagara y el vagón estuviera a kilómetros de distancia de una ciudad. El profesor Richard Muller, también ha discutido las preocupaciones acerca de la "novedad y vulnerabilidad de sus tubos, sería un objetivo tentador para los terroristas" y que el sistema podría ser interrumpido por la suciedad y la mugre cotidiana.

## Consideraciones políticas y económicas
La versión alfa proyectaba que los ahorros del coste comparados con el ferrocarril convencional, provendrían de una combinación de varios factores. El pequeño perfil y la naturaleza elevada de la ruta alfa permitirían que Hyperloop se construyera principalmente en la mediana de la Interestatal 5. Sin embargo, es una cuestión de debate si esto sería realmente factible. El perfil bajo reduciría los requerimientos de perforación de túneles y el ligero peso de las cápsulas que se proyecta para reducir los costos de construcción en el tren convencional de pasajeros. Se afirmó que habría menos oposición de derecho de vía e impacto ambiental debido a su perfil pequeño, sellado y elevado en comparación con el de servidumbre de tránsito; sin embargo, otros comentaristas sostienen que una huella más pequeña no garantiza menos oposición. Al criticar esta suposición, el escritor de transporte público Alon Levy dijo: "En realidad, un sistema de todo-elevado (que es lo que Musk propone con Hyperloop) es un error en lugar de una característica. La tierra del Valle Central es barata, los pilones son caros, se puede ver fácilmente por los costos de carreteras elevadas y trenes en todo el mundo.“ Michael Anderson, profesor de economía agrícola y de recursos en la Universidad de California en Berkeley, predijo que los costos ascenderían a alrededor de 100 mil millones de dólares.
El libro blanco de Hyperloop sugiere que 20 dólares cada billete de trayecto unidireccional entre Los Ángeles y San Francisco serían suficientes para cubrir los costes iniciales de capital, sobre la base de amortizar el costo de Hyperloop en 20 años con proyecciones de 7.4 millones de pasajeros por año, sin incluir los costes de operación (aunque la propuesta afirma que los costes eléctricos estarían cubiertos por paneles solares). No se sugirió ningún precio del billete en el diseño de la versión alfa. Dan Sperling, director del Instituto de Estudios sobre el Transporte de la Universidad de California en Davis, dijo a Al Jazeera América que "no hay manera de que la economía en esto se resuelva".
Las primeras estimaciones de costes del Hyperloop son un tema de debate. Varios economistas y expertos en transporte han expresado la creencia de que el precio de 6 mil millones de dólares, subestima dramáticamente el coste de diseñar, desarrollar, construir y probar una forma totalmente nueva de transporte. The Economist dijo que es improbable que las estimaciones "sean inmunes a la eutrofización del coste (sobrecoste) que cualquier otro gran proyecto de infraestructura parece condenado a sufrir".
Los impedimentos políticos para la construcción de tal proyecto en California serán muy grandes. Hay una gran cantidad de "capital político y de reputación" invertido en el megaproyecto existente del Tren de Alta Velocidad de California. No será sencillo sustituir un diseño diferente, dada la situación económica en California. Texas se ha sugerido como alternativa, siendo su ambiente político y económico más favorable.
La construcción de un proyecto exitoso de demostración a subescala de Hyperloop podría reducir los impedimentos políticos y mejorar las estimaciones de costes. Musk ha sugerido que puede estar personalmente involucrado en la construcción de un prototipo de demostración del concepto Hyperloop, incluyendo el financiamiento del esfuerzo de desarrollo.
Musk planea instalar paneles solares a lo largo del sistema Hyperloop, lo que ha sido criticado por el profesor Roger Goodall, ya que no es lo suficientemente factible como para devolver suficiente energía para alimentar el sistema Hyperloop, argumentando que las bombas de aire y la propulsión requerirían mucha más energía que los paneles solares podrían generar.

## Proyectos relacionados

### Historial de Hyperloop
El concepto de transporte de pasajeros en tubos neumáticos no es nuevo. La primera patente para transportar mercancías en tubos fue sacada en 1799 por el ingeniero mecánico e inventor británico George Medhurst. En 1812, Medhurst escribió un libro que detallaba su idea de transportar pasajeros y mercancías a través de tubos herméticos usando la propulsión del aire.
A principios del 1800, había otros sistemas similares propuestos o experimentales, que eran conocidos como el ferrocarril atmosférico.
El ferrocarril neumático de Crystal Palace funcionó en Londres alrededor de 1864 y utilizó unos ventiladores grandes, algunos de 6.7 metros de diámetro, que eran accionados por una máquina de vapor. Los túneles están ahora abandonados, pero la línea funcionó con éxito durante poco más de dos meses.

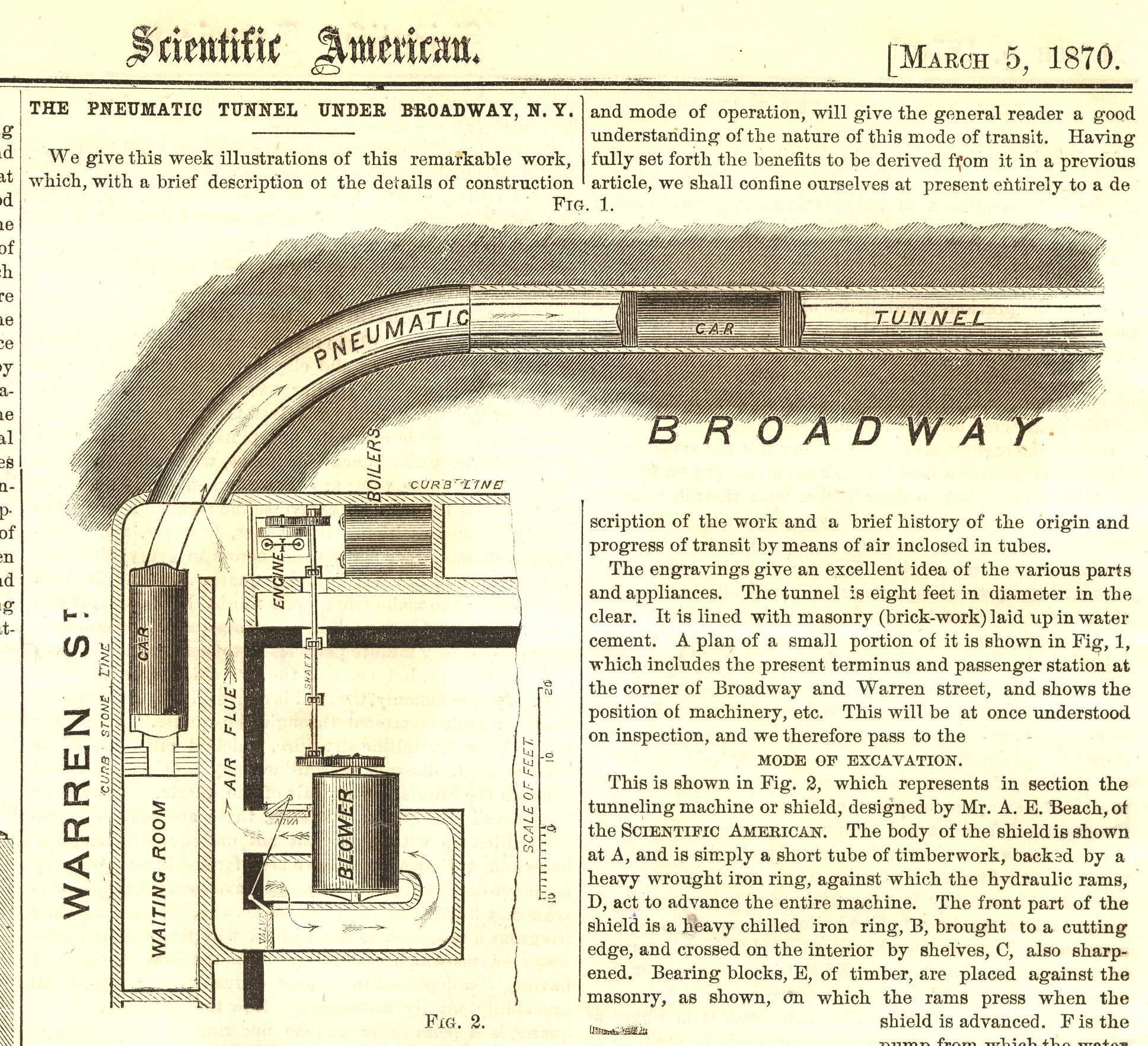
El plan de la estación y el túnel del Beach Pneumatic

El Beach Pneumatic Transit era un prototipo en forma de tubo y tenía una extensión de largo del tamaño de una manzana, que estuvo operativo desde 1870 hasta 1873, para el transporte público subterráneo en la ciudad de Nueva York. El sistema funcionaba a una presión casi atmosférica, y el vagón de pasajeros se movía por medio de aire de mayor presión aplicado a la parte trasera del vagón, mientras se mantenía una presión algo más baja en su parte delantera.
En la década de 1910, los trenes de vacío fueron descritos por primera vez en el pionero cohete diseñado por el estadounidense Robert Goddard. Mientras que Hyperloop tiene innovaciones significativas sobre las primeras propuestas de baja presión o aparatos de transporte de tubos de vacío, la obra de Goddard "parece tener la mayor superposición con Hyperloop".
El físico de Princeton Gerard K. O'Neill escribió acerca de los trenes transcontinentales usando propulsión magnética en su libro “2081: A Hopeful View of the Human Future" (2081: Una visión esperanzadora del futuro humano). Aunque esta es una obra de ficción, el libro trató de predecir las tecnologías futuras en la vida cotidiana. En su predicción imaginó trenes que funcionarían usando la levitación magnética en túneles subterráneos, aumentando la velocidad cuando expulsaba el aire y la fricción para reducirla. También demostró con un dispositivo prototipo a escala que aceleró una masa usando propulsión magnética a altas velocidades. Citó la catapulta electromagnética y fue un tema central en su libro de no ficción sobre la colonización espacial en “Ciudades del espacio”.
Swissmetro fue una propuesta para ejecutar un tren de levitación magnética en un ambiente de baja presión. Las concesiones fueron entregadas a Swissmetro a comienzos del año 2000 para conectar las ciudades suizas de San Galo, Zúrich, Basilea, y Ginebra. Los estudios de factibilidad comercial alcanzaron conclusiones diferentes y el tren de levitación magnética nunca fue construido.
Se informó que China estaba construyendo un tren de levitación magnética de 1000 kilómetros por hora basado en vacío en agosto de 2010 según un laboratorio de la Universidad de Jiaotong. Se esperaba que costara entre 10 y 20 millones de yuanes más por kilómetro, que el tren de alta velocidad. En abril de 2016 aún no se ha construido.

### Presente
ET3 Global Alliance fue fundada por Daryl Oster en 1997, con el objetivo de establecer un sistema de transporte global usando cápsulas de pasajeros en tubos completos de vacío, en trenes de levitación magnética sin fricción. Oster y su equipo se reunieron con Elon Musk el 18 de septiembre de 2013, para discutir la tecnología, prometiendo por parte de Musk una inversión en un prototipo de 5 kilómetros del diseño propuesto por ET3.

## Cultura popular
Hay múltiples ejemplos de tubos despresurizados en la literatura y los medios de comunicación que se remontan al siglo XIX. El libro de Harry Harrison, Tunnel Through the Deeps, de 1972, es un libro temprano de steampunk que da detalles explícitos sobre cómo un sistema de este tipo funcionaría tanto en tierra como en el mar, incluyendo el uso de puentes submarinos para flotar los tubos a través de las profundidades más allá de la plataforma continental. El seguimiento de Gene Roddenberry en Star Trek, como en Genesis II, usó un concepto muy similar -llamado "subshuttle" en el programa- para mover personajes de un lugar a otro rápidamente. En Lambda One (New Worlds 1962) de Colin Kapp, los vehículos intercontinentales subterráneos viajan a través de túneles virtuales formados por “resonancia” de nivel atómico utilizando el espacio vacío existente entre partículas subatómicas.

## Consorcios inactivos

### Arrivo
Arrivo fue una empresa de arquitectura e ingeniería de tecnología fundada en Los Ángeles en 2016. Con un enfoque inicial en "hacer que los hiperloops sean más económicos de usar y rentables para operar", Arrivo pretende cambiar la industria del transporte a un modo de llegada. En noviembre de 2017, reveló un plan para construir un enlace de 320 km/h (200 mph) para automóviles al Aeropuerto Internacional de Denver utilizando tecnología de trenes Maglev para 2021.

### Hyper Chariot
Hyper Chariot es una empresa emergente con sede en Santa Mónica, Estados Unidos, que se promocionó de mayo a julio de 2017. La compañía tiene un plan ambicioso. El 27 de julio de 2017, anunció una asociación con AML Superconductivity and Magnetics para el desarrollo del vehículo y el sistema de propulsión relacionado.